# Ate Hes
Ate Hes (Franeker, 17 augustus 1904 – Amsterdam, 22 april 1988) was een Nederlands socialistisch politicus.
Hij werd geboren als zoon van Bart Hes (1866-1949, houtzaagmolenaarsknecht) en Goitske Schriemer (1868-1922). Hij was hoofdcommies ter secretarie en werd na de bevrijding waarnemend gemeentesecretaris van Franeker. In maart 1946 volgde zijn benoeming tot burgemeester van Oostzaan en in september 1969 ging Hes daar met pensioen. Vervolgens ging hij in Amsterdam wonen waar hij in 1988 op 83-jarige leeftijd overleed.